# Goran Marić
Goran Marić (n. Novi Sad, Serbia; 23 de marzo de 1984) es un exfutbolista hispano-serbio, es hijo del también futbolista Zoran Marić. Ocupó el puesto de delantero y en la temporada 2007-2008 fue el pichichi de la Segunda División B, con el filial del Celta de Vigo, el Real Club Celta de Vigo B. 

## Trayectoria
Marić fue incorporado en 1999 a la disciplina del FC Barcelona, donde jugó en los equipos cadete A y juvenil B entre los años 1999 y 2001.
Ese año fue fichado como juvenil por el Celta de Vigo, que lo cedió durante la temporada 2006-07 a la UD Las Palmas, donde su rendimiento no fue bueno. Tras regresar al filial del Celta, en verano de 2008 fue de nuevo fichado por el FC Barcelona para su equipo filial, el Barcelona Atlètic.
En su primera temporada en el equipo, fue el máximo goleador del Barcelona Atlètic, con 11 goles. En el verano de 2009 fue traspasado al Norwich City Football Club. En el invierno 2009-10 fichó por Real Unión de Irún.

## Clubes
| Club                      | País       | Año       | División | Part. | Goles |
| ------------------------- | ---------- | --------- | -------- | ----- | ----- |
| Real Club Celta de Vigo B | España     | 2002-2009 | 2ªB      | 149   | 49    |
| UD Las Palmas             | España     | 2006-2007 | 2        | 6     | 0     |
| Real Club Celta de Vigo   | España     | 2007-2008 | 2        | 1     | 0     |
| FC Barcelona Atletic      | España     | 2008-2009 | 2ªB      | 33    | 11    |
| Norwich City              | Inglaterra | 2009-2010 | 3        | 0     | 0     |
| Real Unión de Irún        | España     | 2009-2010 | 2        | 9     | 0     |
| Lombard-Pápa              | Hungría    | 2010-2012 | 1        | 40    | 17    |
| Zhetysu                   | Kazajistán | 2011-2012 | 1        | 12    | 1     |
| Lombard-Pápa              | Hungría    | 2012-2014 | 1        | 32    | 10    |
| Dunaújváros PASE          | Hungría    | 2014-2015 | 1        | ?     | ?     |

## Distinciones individuales
| Distinción                                                  | Año       |
| ----------------------------------------------------------- | --------- |
| Máximo Goleador - 2.ª División "B" - Grupo 1º Con 21 goles. | 2007-2008 |